# Grallaria watkinsi
Pita-formigueira-de-tumbes ou torom-do-matagal (Grallaria watkinsi) é uma espécie de ave da família Formicariidae.
Pode ser encontrada nos seguintes países: Equador e Peru.
Os seus habitats naturais são: florestas secas tropicais ou subtropicais .